# Seznam občin v Sloveniji (1980)
Seznam občin v Socialistični republiki Sloveniji leta 1980.

## Zakonodaja
Leta 1980 je bil sprejet Zakon o postopku za ustanovitev, združitev oziroma spremembo območja občine ter o območjih občin, s katerim je bilo določenih 65 občin v Sloveniji.

## Seznam
1980
| - Občina Ajdovščina - Občina Brežice - Občina Celje - Občina Cerknica - Občina Črnomelj - Občina Domžale - Občina Dravograd - Občina Gornja Radgona - Občina Grosuplje - Občina Hrastnik - Občina Idrija - Občina Ilirska Bistrica - Občina Izola - Občina Jesenice - Občina Kamnik - Občina Kočevje - Občina Koper - Občina Kranj - Občina Krško - Občina Laško - Občina Lenart | - Občina Lendava - Občina Litija - Občina Ljubljana Bežigrad - Občina Ljubljana Center - Občina Ljubljana Moste-Polje - Občina Ljubljana Šiška - Občina Ljubljana Vič-Rudnik - Občina Ljutomer - Občina Logatec - Občina Maribor-Pesnica - Občina Maribor-Pobrežje - Občina Maribor-Rotovž - Občina Maribor-Ruše - Občina Maribor-Tabor - Občina Maribor-Tezno - Občina Metlika - Občina Mozirje - Občina Murska Sobota - Občina Nova Gorica - Občina Novo mesto - Občina Ormož - Občina Piran - Občina Postojna - Občina Ptuj - Občina Radlje ob Dravi | - Občina Radovljica - Občina Ravne na Koroškem - Občina Ribnica - Občina Sevnica - Občina Sežana - Občina Slovenj Gradec - Občina Slovenska Bistrica - Občina Slovenske Konjice - Občina Šentjur pri Celju - Občina Škofja Loka - Občina Šmarje pri Jelšah - Občina Tolmin - Občina Trbovlje - Občina Trebnje - Občina Tržič - Občina Velenje - Občina Vrhnika - Občina Zagorje ob Savi - Občina Žalec |